# Class 221
De Class 221, ook wel Super Voyager genoemd, is een vierdelig en vijfdelig dieselelektrisch treinstel uitgerust met kantelbaktechniek voor het langeafstands-personenvervoer van Virgin Trains en later voor een deel van CrossCountry.

## Geschiedenis
Deze treinen werden in 2001 voor gesteld als opvolgers van de Intercity 125 en de treinen getrokken door locomotieven van de Class 47. Virgin Trains besloot treinstellen te laten ontwikkelen bij Bombardier in Wakefield (UK) en in Brugge (België).

## Constructie en techniek
Het treinstel is opgebouwd uit een stalen frame met luchtgeveerde draaistellen. Het treinstel is uitgerust met kantelbaktechniek. Door deze installatie is het mogelijk dat het rijtuig ongeveer 8° gaat kantelen en daardoor meer comfort in de bochten merkbaar is.

### Nummers
De treinen zijn als volgt genummerd:

#### Virgin Trains
Virgin Trains hebben de volgende treinen in gebruik.
- 221 101 - 211 117 (5 delig)
- 221 141 - 221 144 (4 delig)

#### CrossCountry
CrossCountry hebben de volgende treinen in gebruik.
- 221 118 - 221 140 (5 delig)

### Namen
Virgin Trains hebben de volgende namen op de treinen geplaatst:
- 221 101: Louis Blériot
- 221 102: John Cabot
- 221 103: Christopher Columbus
- 221 104: Sir John Franklin
- 221 105: William Baffin
- 221 106: Willem Barents
- 221 107: Sir Martin Frobisher
- 221 108: Sir Ernest Shackleton
- 221 109: Marco Polo
- 221 110: James Cook
- 221 111: Roald Amundsen
- 221 112: Ferdinand Magellan
- 221 113: Sir Walter Raleigh
- 221 114: Sir Francis Drake
- 221 115: Sir Francis Chichester
- 221 116: David Livingstone
- 221 117: Sir Henry Morton Stanley
- 221 118(a): Mungo Park
- 221 119(a): Amelia Earhart
- 221 120(a): Amy Johnson
- 221 121(a): Charles Darwin
- 221 122(a): Doctor Who
- 221 123(a): Henry Hudson
- 221 124(a): Charles Lindbergh
- 221 125(a): Henry the Navigator
- 221 126(a): Captain Robert Scott
- 221 127(a): Wright Brothers
- 221 128(a): Captain John Smith
- 221 129(a): George Vancouver
- 221 130(a): Michael Palin
- 221 131(a): Edgar Evans
- 221 132(a): William Speirs Bruce
- 221 133(a): Alexander Selkirk
- 221 134(a): Mary Kingsley
- 221 135(a): Donald Campbell
- 221 136(a): Yuri Gagarin
- 221 137(a): Mayflower Pilgrims
- 221 138(a): Thor Heyerdahl
- 221 139(a): Leif Eriksson
- 221 140(a): Vasco Da Gama
- 221 141(a)(b): Amerigo Vespucci
- 221 142(b): Matthew Flinders
- 221 143(b): Auguste Picard
- 221 144(b): BOMBARDIER Voyager

Opmerking:
- '(a)' verwijst naar SuperVoyagers overgedragen aan CrossCountry.
- '(b)' Verwijst naar 4 eenheden oorspronkelijk bestemd voor Virgin West Coast Services.

## Treindiensten
De treinen werden door Virgin Trains tot 11 november 2007 ingezet en worden door CrossCountry na 11 november 2007 ingezet op de volgende trajecten.
Cross Country Route:
- Penzance/Plymouth - Bristol - Birmingham - Newcastle - Glasgow/Edinburgh - Aberdeen
- Bournemouth - Birmingham - Manchester
- Reading - Birmingham - Newcastle
- Cardiff - Birmingham - Nottingham
- Birmingham - Leicester - Stansted Airport

## Foto's

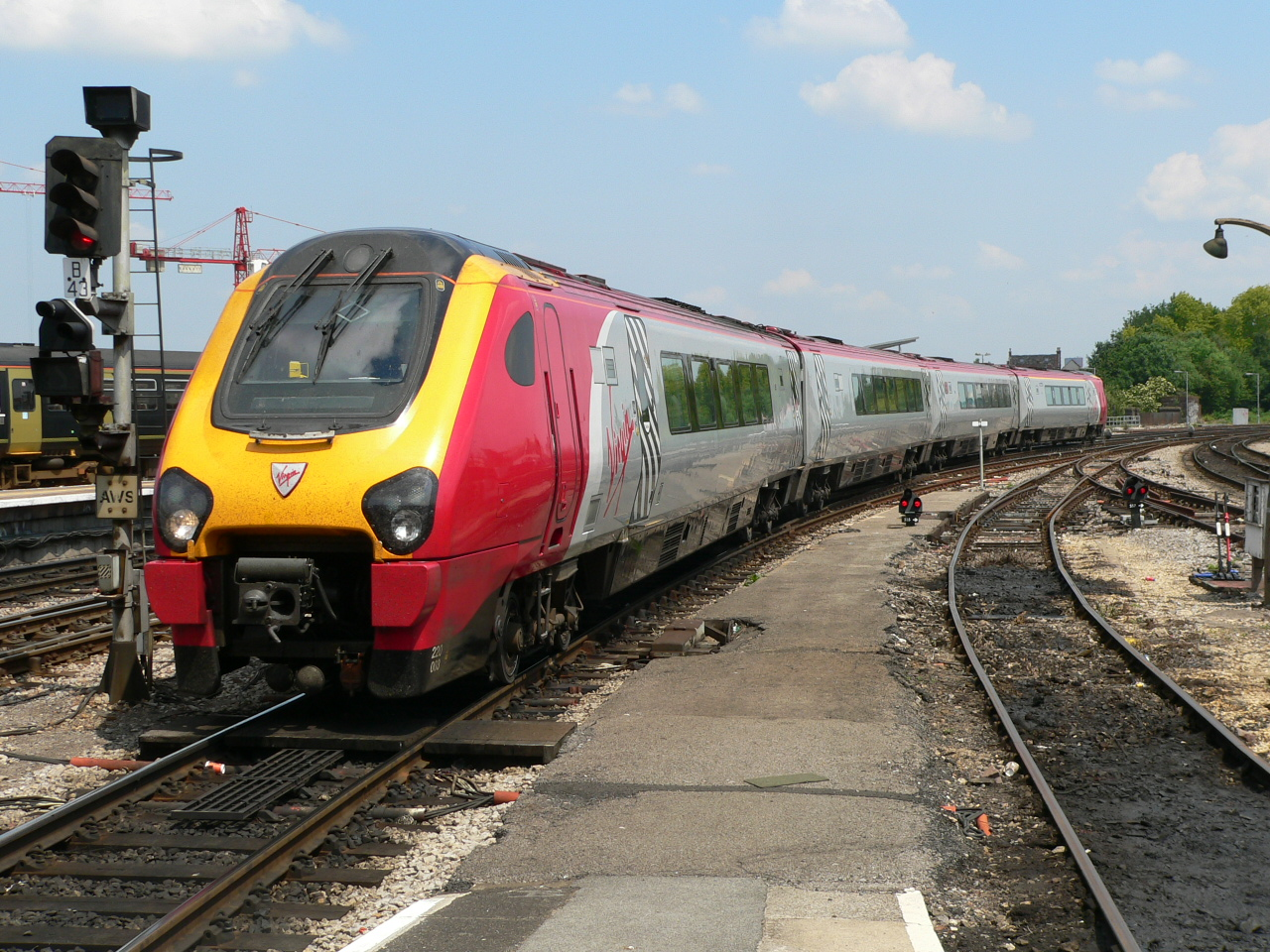
390029 "City of Stoke-on-Trent" op 24 september 2003 te Birmingham New Street naar Wolverhampton